# Кейп-Код канал
Кейп-Код канал (англ. Cape Cod Canal) — канал в Массачусетсі, США біля основи півострова Кейп-Код. Довжина каналу — близько 11 км, а ширина може досягати 150 м. На півночі канал має вихід в затоку Кейп-Код, на півдні — в Баззардс-Бей. Канал прокладений по руслах річок Маномет і Скассет.
Канал не лише помітно скорочує шлях з Бостону в Провіденс і Нью-Йорк, але і підвищує безпеку судноплавства. Затоки Кейп-Код і Баззардс добре захищені від штормів, крім того, в кораблів менше шансів потерпіти аварію або сісти на мілину східного узбережжя півостріву Кейп-Код. Канал Кейп-Код має південний-південно-східний напрямок. В рік через канал проходить близько 20 тисяч великих і маленьких суден.

## Історія

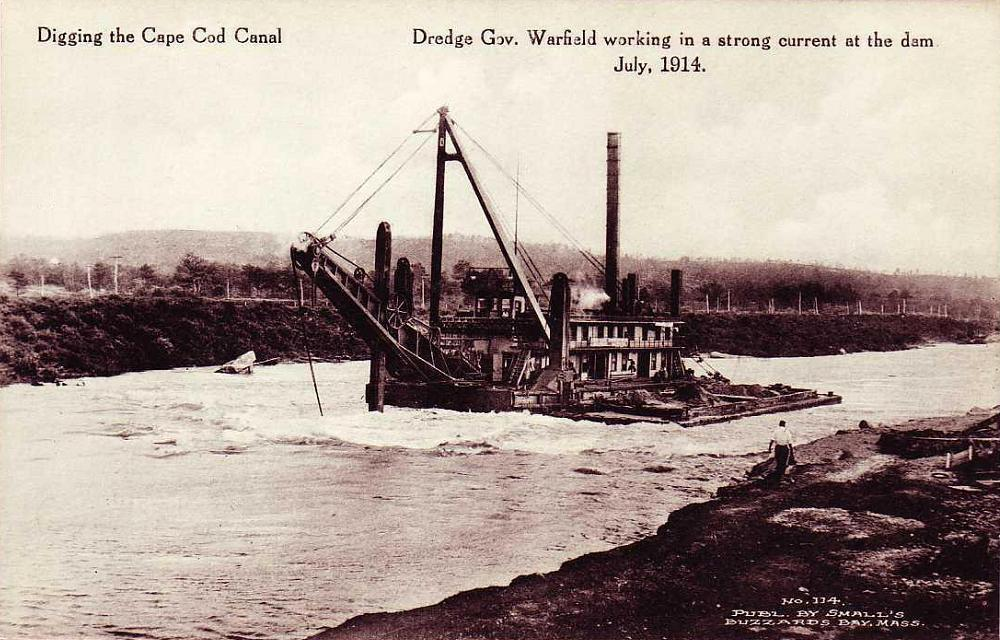
Копання каналу. Листівка, датована липнем 1914 року.

Зацікавленість будівництвом каналу існувала в Плімутській колонії з 1620-х рр.. Канал із затоки Массачусетс в Баззардс-Бей показаний ще на карті 1717 року. Перші реальні плани будівництва проходу для судів датуються 1830-ми рр.,. Сучасний канал будувався з 1870 по 1914. У 1933-1935 роках через канал було побудовано два автомобільних моста (Сагамор і Борн) та один залізничний міст.

## Галерея

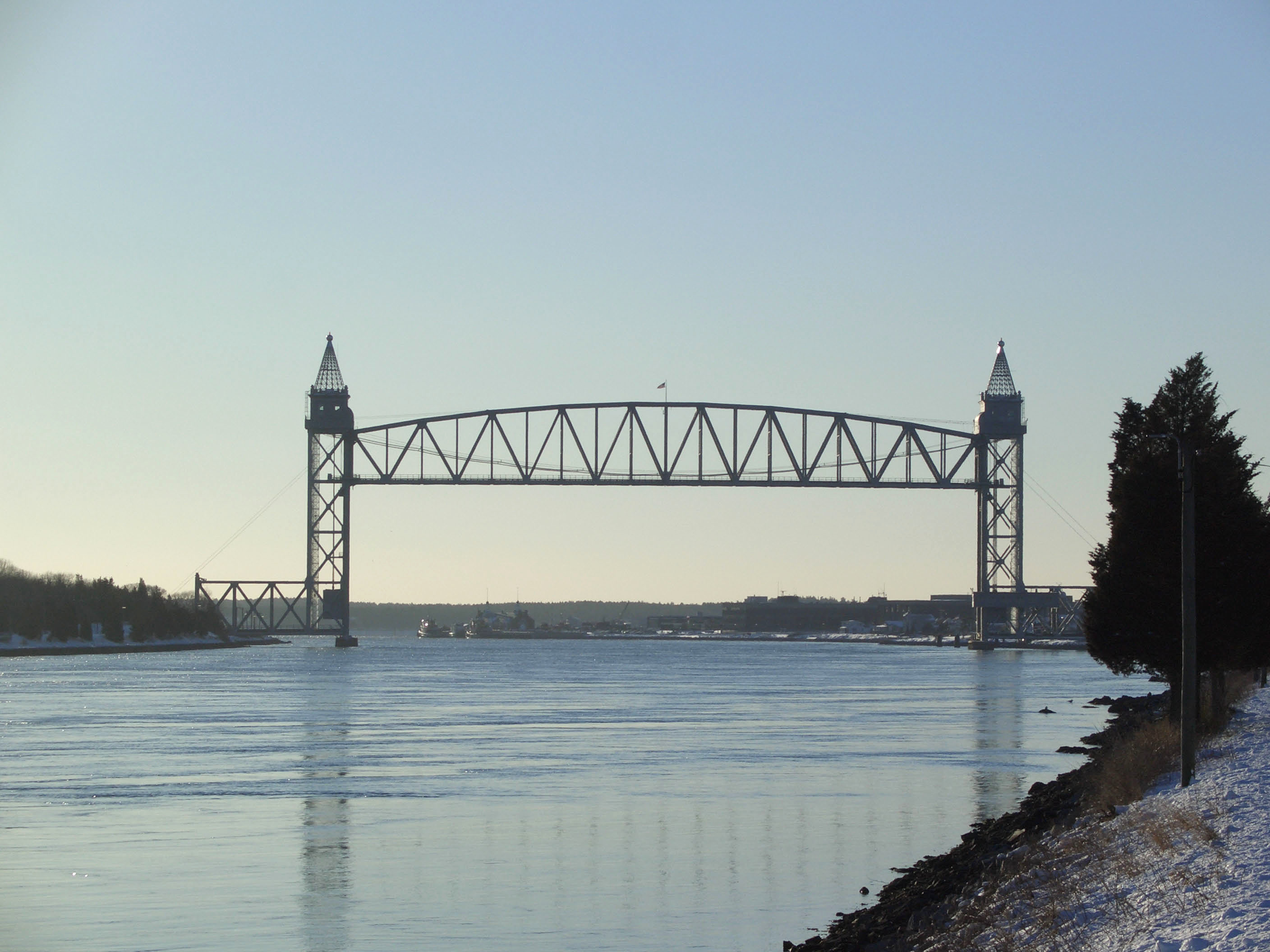
Залізничний міст
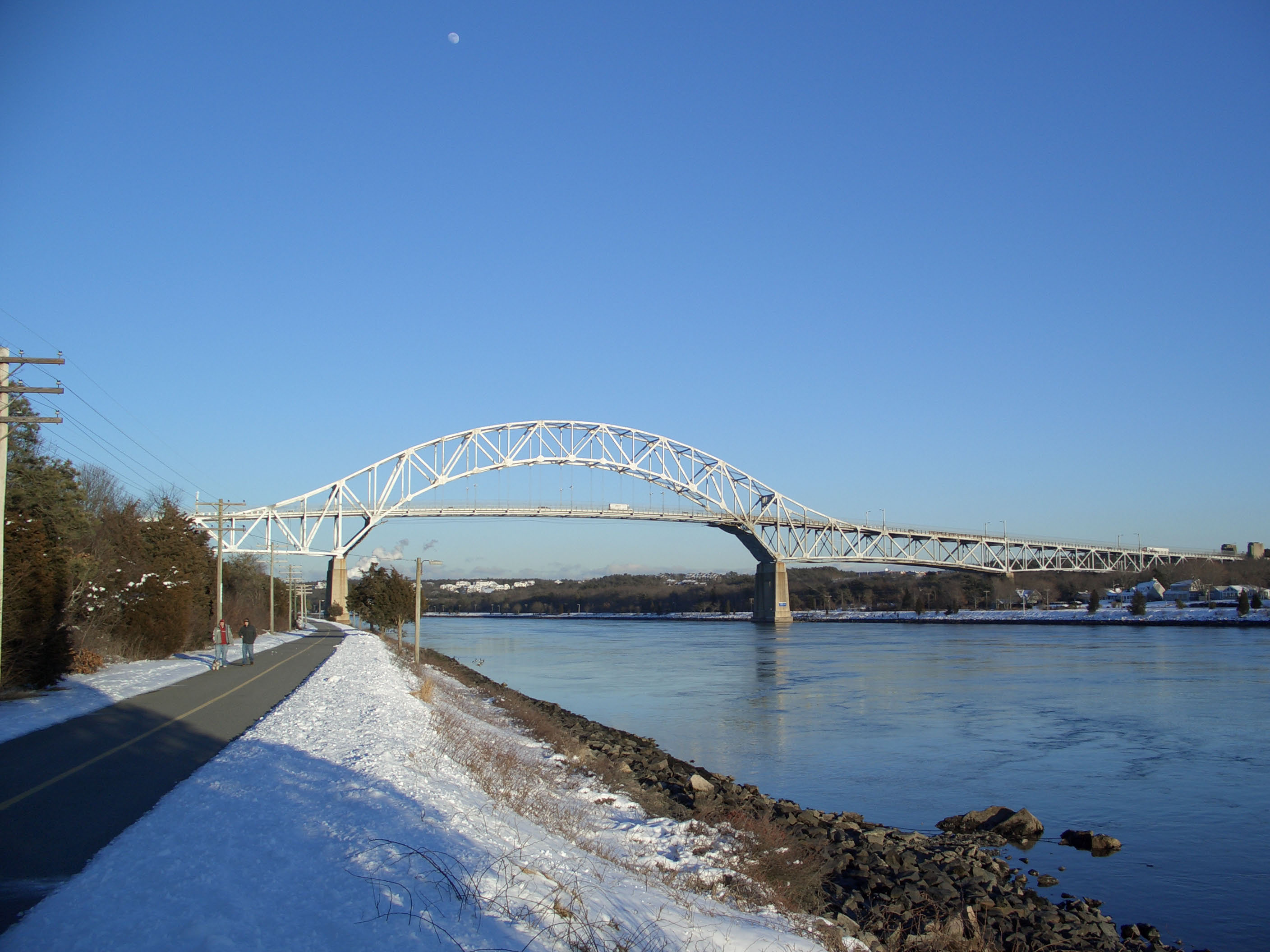
Міст Борн
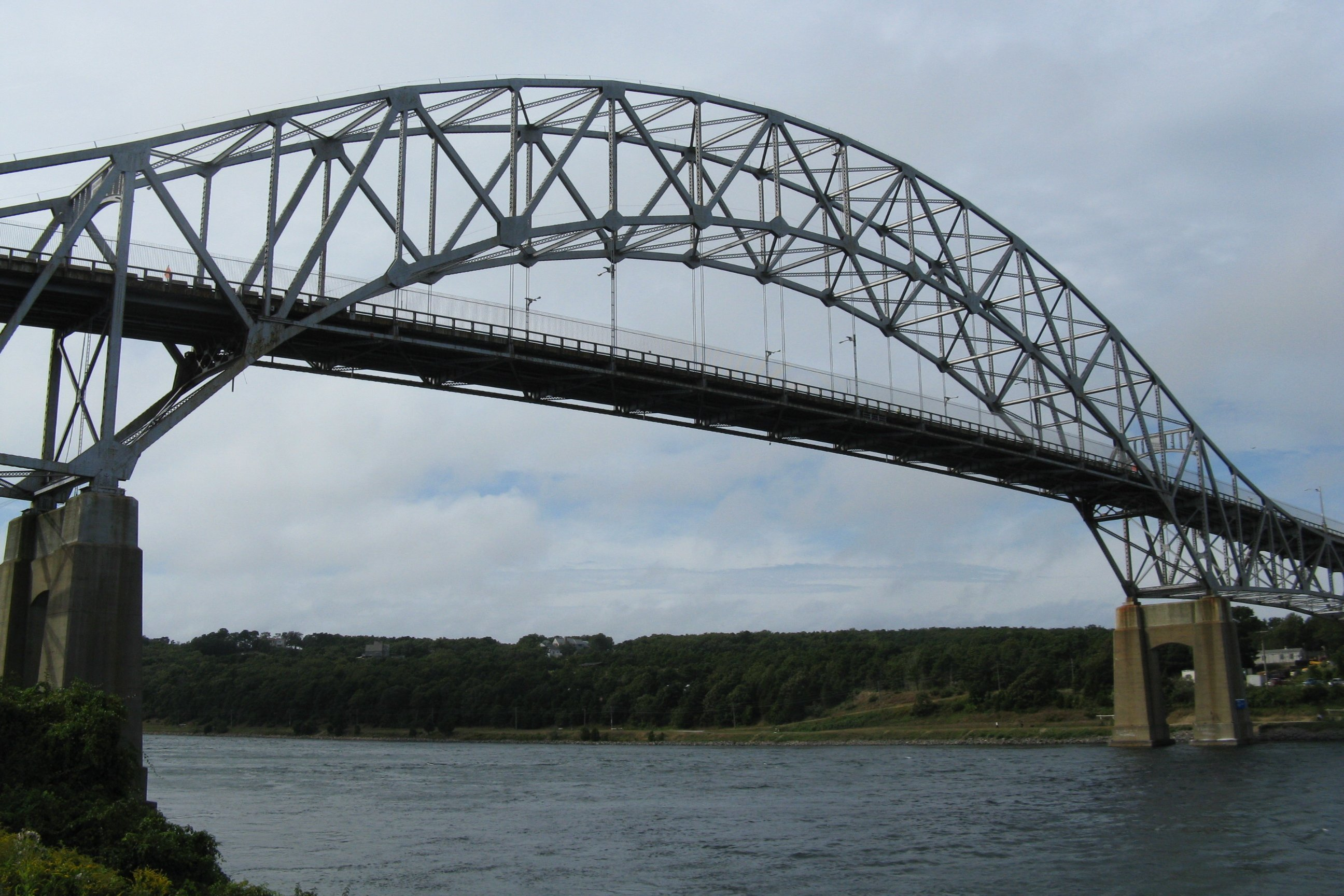
Міст Сагамор
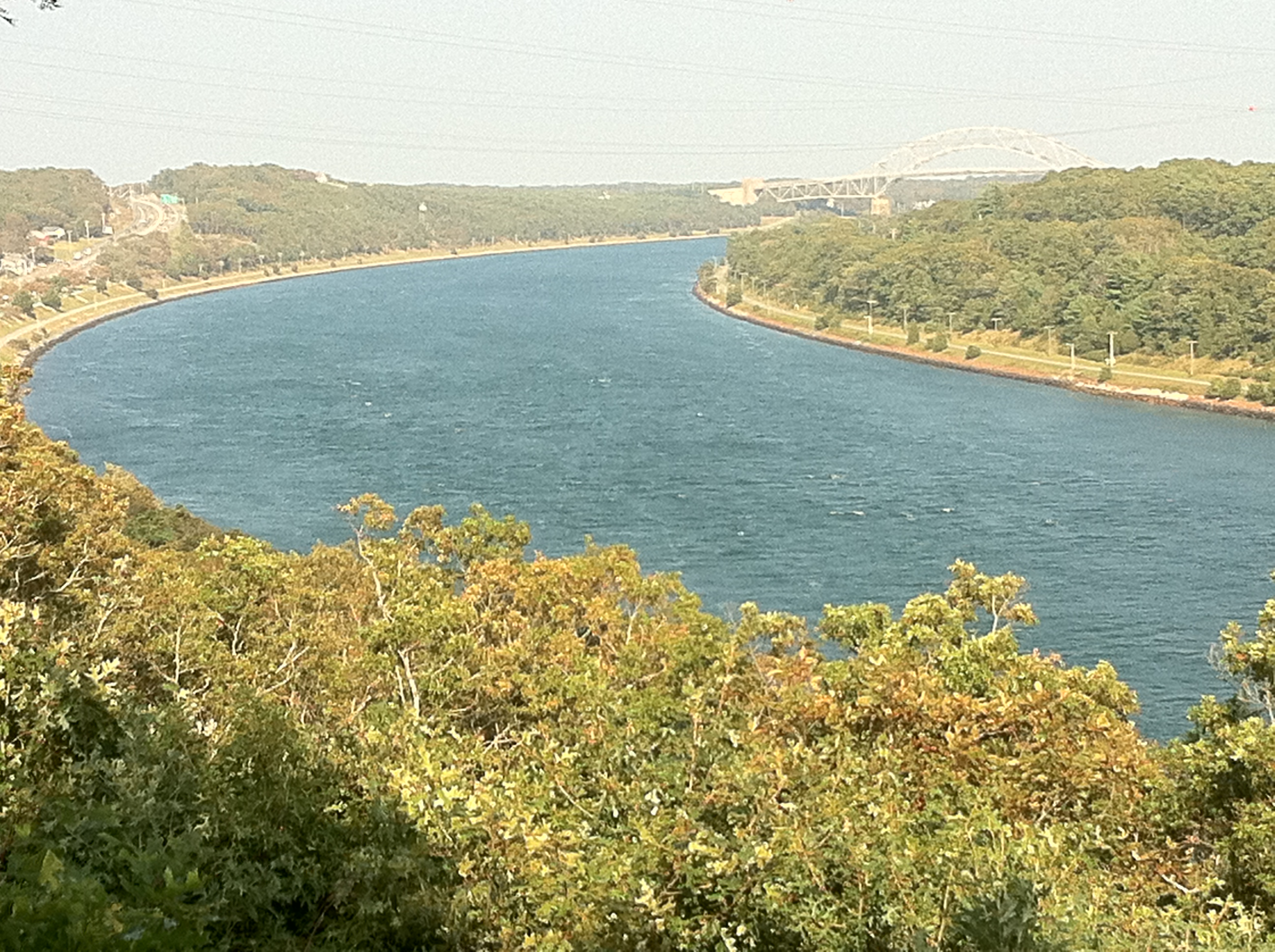
Канал з висоти пташиного польоту